# Kaźmierzów
Kaźmierzów (niem. Arnsdorf) – wieś w Polsce położona w województwie dolnośląskim, w powiecie polkowickim, w gminie Polkowice.

## Historia
W latach 1975–1998 miejscowość administracyjnie należała do województwa legnickiego. W latach 1991–1992 zbudowano we wsi wodociąg, a w 2007 poddano renowacji park. Od drugiej dekady XXI wieku we wsi rozwija się budownictwo jednorodzinne.

## Zabytki
Do wojewódzkiego rejestru zabytków wpisane są:
- kościół cmentarny (ruina), z końca XVII w., XIX w.
- zespół pałacowy, z końca XVII w., XIX w., XX w.:
  - pałac
  - park